# Định lý con bướm

Minh họa định lý con bướm.

Định lý con bướm là một định lý trong hình học Euclid, có thể được phát biểu như sau:
Cho dây cung PQ của một đường tròn và trung điểm M của nó. Vẽ hai dây cung AB và CD khác của đường tròn đi qua M. Gọi giao điểm của AD và BC với PQ tương ứng là X và Y. Khi đó M cũng là trung điểm của XY.

## Chứng minh
Gọi {\displaystyle X'} và {\displaystyle X''} lần lượt là hình chiếu vuông góc của X trên các đoạn thẳng AM và DM. Tương tự, gọi {\displaystyle Y'} và {\displaystyle Y''} lần lượt là hình chiếu của Y trên đoạn thẳng BM và CM.
Do
{\displaystyle \triangle MXX'\sim \triangle MYY'}
{\displaystyle {MX \over MY}={XX' \over YY'}}
{\displaystyle \triangle MXX''\sim \triangle MYY''}
{\displaystyle {MX \over MY}={XX'' \over YY''}}
{\displaystyle \triangle AXX'\sim \triangle CYY''}
{\displaystyle {XX' \over YY''}={AX \over CY}}
{\displaystyle \triangle DXX''\sim \triangle BYY'}
{\displaystyle {XX'' \over YY''}={DX \over BY}}
Từ các đẳng thức trên, ta có
{\displaystyle \left({MX \over MY}\right)^{2}={XX' \over YY'}.{XX'' \over YY''}={AX.DX \over CY.BY}}
{\displaystyle ={PX.QX \over PY.QY}} (xem Phương tích)
{\displaystyle ={(PM-XM).(MQ+XM) \over (PM+MY).(QM-MY)}={PM^{2}-MX^{2} \over PM^{2}-MY^{2}}} (do PM = MQ)

Chứng minh của định lý con bướm.

Mở rộng của Sharygin

Theo tính chất của dãy tỉ số bằng nhau:
{\displaystyle {MX^{2} \over MY^{2}}={PM^{2}-MX^{2} \over PM^{2}-MY^{2}}={PM^{2} \over PM^{2}}=1}
Từ đó suy ra MX = MY, hay M là trung điểm của XY.

## Mở rộng
Mở rộng định lý con bướm của Sharygin. Trên dây cung AB của đường tròn lấy điểm M, N sao cho AM=BN, đường thẳng qua M cắt đường tròn tại hai điểm P, Q, đường thẳng qua N cắt đường tròn tại hai điểm R, S. PR, SQ cắt AB tại hai điểm K, L khi đó MK=LN.